# 法国香草束

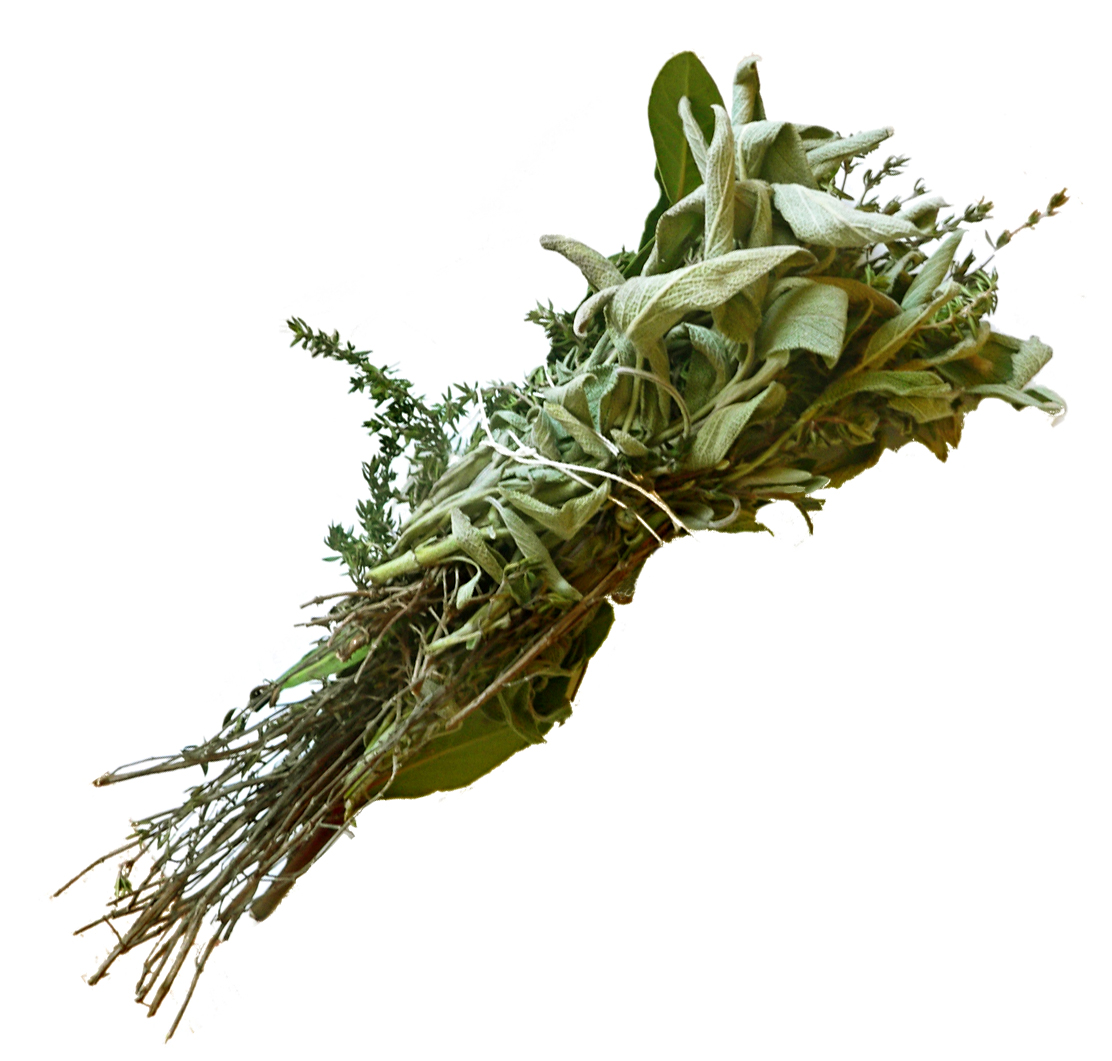
百里香、月桂叶和藥用鼠尾草组成的法国香草束

法国香草束是法式烹调中常用于炖煮的捆成一束的香草组合。炖煮前加进去，煮好了捞出来不吃，可以增加香味。
香草的组合没有硬性规定，一般是三种香草，其中常见的两个是百里香和月桂叶。其他还可以用香芹、罗勒、迷迭香、细叶芹、地榆、黑胡椒叶、薄荷、龙蒿、藥用鼠尾草等。有时胡萝卜和洋葱等蔬菜也包含在内。
香草可以扎称束状，也可以放在香包、小网兜或茶叶袋中，用完后方便取出。
用法国香草束的菜式有：
- 火上锅
- 马赛鱼汤
- 法式洋葱汤
- 卡酥来砂锅